# Alastair Duncan
Alastair Duncan (Edimburgo, 29 gennaio 1958) è un attore e doppiatore britannico.

## Biografia
Attivo sia come attore che come doppiatore, si è distinto per avere dato voce al maggiordomo Alfred Pennyworth in The Batman.

## Filmografia

### Cinema
- Millennium - Uomini che odiano le donne (The Girl with the Dragon Tattoo), regia di David Fincher (2011)

### Televisione
- Taggart - serie TV, 19 episodi (1983-1994)
- Tracey Takes On... - serie TV, 14 episodi (1996-1999)
- Dead Man's Walk – serie TV, un episodio (1996)
- La signora in giallo (Murder, She Wrote) - serie TV, episodio 12x20 (1996)
- Hercules - serie TV, episodio 3x01 (1996)
- Highlander - serie TV, episodio 5x05 (1996)
- Sabrina, vita da strega (Sabrina, the Teenage Witch) - serie TV, episodio 4x08 (1999)
- Buffy l'ammazzavampiri (Buffy) - serie TV, episodi 4x15-4x16 (2000)
- Angel - serie TV, episodio 1x19 (2000)
- Streghe (Charmed) - serie TV, episodio 4x07 (2001)
- Mad Men - serie TV, episodio 1x03 (2007)
- The Mentalist - serie TV, episodio 2x17 (2010)
- Leverage - Consulenze illegali (Leverage) - serie TV, episodio 3x16 (2010)
- Castle - serie TV, episodio 3x14 (2011)
- Bones - serie TV, episodio 9x01 (2013)
- CSI - Scena del crimine (CSI: Crime Scene Investigation) - serie TV, episodio 14x04 (2013)
- NCIS - Unità anticrimine (NCIS) - serie TV, episodi 12x03-21x04 (2014-2024)
- Westworld - Dove tutto è concesso (Westworld) - serie TV, episodio 1x06 (2016)

### Doppiaggio
- Legacy of Kain: Defiance - videogioco, voce di Mortanius e Hylden Lord (2003)
- The Batman - serie animata, 50 episodi (2004-2008) - voce di Alfred Pennyworth
- Batman contro Dracula (The Batman vs. Dracula), regia di Michael Gougen (2005) - voce di Alfred Pennyworth
- Tomb Raider: Legend - videogioco, voce narrante e voce dell'archeologo Kent (2006)
- Tomb Raider: Anniversary - videogioco, voce di Qualopec (2007)
- Mass Effect - videogioco, voce di Nihlus Kryik, Consigliere Turiano e Guardia ERCS (2007)
- Mass Effect 2 - videogioco, voce del Consigliere Turiano, Anto e Capitan Narom (2010)
- Skyrim - videogioco, voce di Cap. Veleth e Dragonborn (2011)
- Mass Effect 3 - videogioco, voce di Sparatus (2012)
- Starhawk - videogioco, voce di Rifters e Outcast (2012)
- Metal Gear Rising: Revengeance - videogioco, voce del Senatore Steven Armstrong (2013).
- La Terra di Mezzo: L'ombra di Mordor (Middle-earth: Shadow of Mordor) - videogioco, voce di Celebrimbor (2014)
- Spider-Man - serie animata, voce di Adrian Toomes e Vulture (2017-2019)
- La Terra di Mezzo: L'ombra della guerra (Middle-earth: Shadow of War) - videogioco, voce di Celebrimbor (2017)
- Darksiders III - videogioco, voce degli AngelSoldiers e di Marker (2018)
- God of War - videogioco, voce di Mimir (2018)
- God of War Ragnarök - videogioco, voce di Mimir (2022)
- Hogwarts Legacy - videogioco, voce del padre d'Isidora (2023)

## Doppiatori italiani
Nelle versioni in italiano delle opere in cui ha recitato, Alastair Duncan è stato doppiato da:
- Gino La Monica in Mad Men, CSI - Scena del crimine
- Gianni Bersanetti in Dead Man's Walk
- Edoardo Nordio ne La signora in giallo
- Mario Bombardieri in Buffy l'ammazzavampiri
- Lucio Saccone in Angel
- Mino Caprio in The Mentalist
- Saverio Indrio in Leverage - Consulenze illegale
- Angelo Maggi in Castle
- Fabrizio Odetto in Millennium - Uomini che odiano le donne
- Nicola Marcucci in Bones
- Alberto Angrisano in NCIS - Unità anticrimine (ep. 12x03)
- Luca Biagini in NCIS - Unità anticrimine (ep. 21x04)
- Pieraldo Ferrante in Westworld - Dove tutto è concesso

Da doppiatore è stato sostituito da:
- Guido Rutta in The Batman, Batman contro Dracula
- Roberto Draghetti in La Terra di Mezzo: L'Ombra di Mordor, La Terra di Mezzo: L'Ombra della guerra
- Franco Mannella in God of War (2018), God of War Ragnarök
- Pietro Ubaldi in Legacy of Kain: Defiance
- Pino Pirovano in Tomb Raider: Legend
- Marco Balbi in Tomb Raider: Anniversary
- Paolo Sesana in Mass Effect
- Lorenzo Scattorin in The Elder Scrolls V: Skyrim
- Francesco Sechi in Spider-Man
- Claudio Colombo in Hogwarts Legacy
- Ambrogio Colombo in Death Stranding 2: On the Beach